# Samsung Galaxy Tab 3 10.1

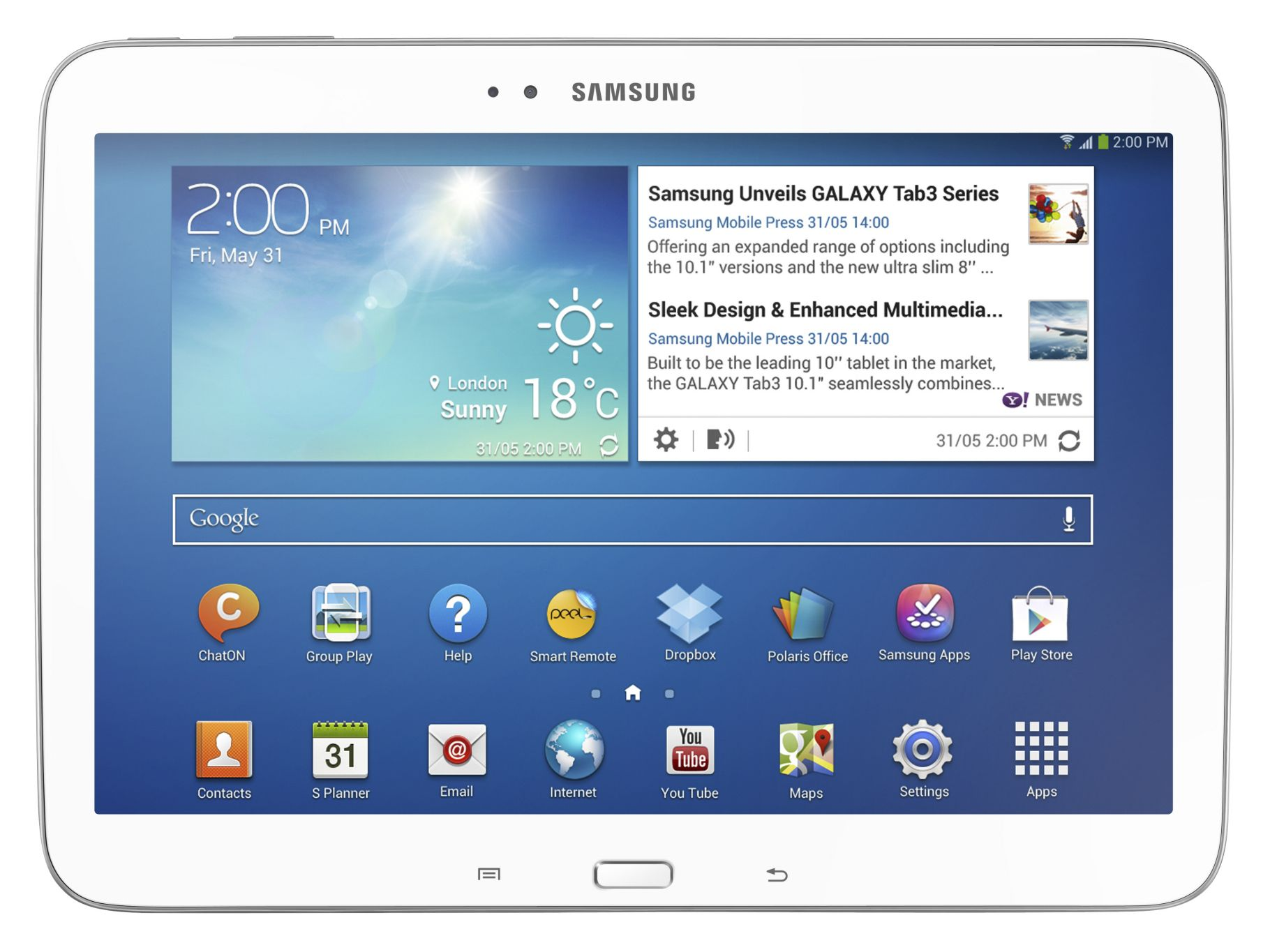

Il Samsung Galaxy Tab 3 (10.1 pollici) è un tablet ideato dalla Samsung oltre alle versioni da 8.0 e 7.0 pollici.
Questo tablet, insieme agli altri, ha due versioni, quella con il solo Wi-Fi e quella Wi-Fi+3G. La seconda versione permette di effettuare telefonate e inviare messaggi.
Questo dispositivo non potrà essere portato all'orecchio, perciò usa solo il vivavoce o l'auricolare.
Il peso è di 158 g ed è stato ben distribuito nel dispositivo, in modo tale da non farlo notare eccessivamente.
Lo schermo da 10.1 pollici e la risoluzione di 1280 x 800 (HD) permettono una visualizzazione ampia e dei colori accesi.
La batteria da 6800 mAh, con un uso normale, permette al dispositivo di funzionare per 2 giorni.
Nel tablet, è presente un processore dual core da 1.7 GHz.
La fotocamera posteriore è da 3.2 megapixel, senza autofocus e senza flash LED mentre quella anteriore è da 1.2 megapixel.